# Dmitri Bortnianski
Dmitri Bortnianski   (Hlúkhiv, 28 d'octubre de 1751 - Sant Petersburg, 10 d'octubre de 1825), nom complet amb patronímic Dmitri Stepànovitx Bortnianski, rus: Дмитрий Степанович Бортнянский, fou un compositor, professor i director d'orquestra ucraïnès de la Cort Imperial Russa.
Als 7 anys ingressà en el cor de la cort sent deixeble del famós Galuppi. L'emperadriu, Elisabet que va tenir ocasió d'apreciar les rellevants disposicions naturals del jove Bortnianski pel cultiu de la música, l'envià estudiar a Itàlia. On hi passà 11 anys estudiant amb mestres, a Venècia, Bolonya, Roma i Nàpols. S'adaptà al gust dominant d'aleshores entre els compositors italians, escriví les òperes: Alcides (1776), Creonte (Venècia, 1776) i Quinto Fabio (Mòdena, 1778) d'estil lleuger i trivial i que foren, malgrat això, representades amb èxit, a més d'algunes sonates, simfonies i àries.
Però molt aviat abandonà, aquest gènere per seguir la seva vertadera vocació la qual l'encaminava a la música religiosa; estudià a fons els grans compositors italians de música sagrada, als quals imità ràpidament, molt dignament. En retornà a Rússia (1779) assolí la direcció de cor de la cort de Pau I (1796), convertí la Capella Imperial, la qual sota l'intel·ligent i curosa direcció d'en Bortnianski, arribà a ser la més famosa del món, per assolir aquest resultat tan feliç, es va veure obligat a lluitar de forma tenaç per a vèncer serioses dificultats a causa de la ignorància i desídia dels directors dels cors i capelles russes. La música religiosa estava farcida de les mateixes floritures i melodies trivials que tant abundaven en la profana en aquella època, completament impròpies del caràcter greu i majestuós que ha de vestir la música religiosa. A l'Acadèmia de Sant Petersburg tingué diversos alumnes entre ells en Varlàmov que més tard seria un bon compositor.
A Bortnianski se l'ha anomenat el Palestrina de Rússia; les seves composicions, en les quals va saber agermanar l'austeritat de la salmòdia grega amb la polifonia italiana, s'han executat durant molts anys en totes les esglésies de la cristiandat; les publicà Txaikovski, formen 10 volums, i figuren entre elles:
- 35 concerts sacres,
- 8 trios amb cor,
- una litúrgia per 3 veus, notable per l'habilitat en què va saber intercalar en ella motius de l'antiga litúrgia ortodoxa grega,
- 7 cants,
- una missa grega a 3 cors,
- l'Himne dels Querubins a 4 veus,
- els Cants dels Serafins, basats en l'antiga melopea del ritual rus, profunda i sentida melodia que passa per ser la seva obra més inspirada, executada arreu d'Europa en concerts i solemnitats religioses.

Berlioz el jutge en els temes següents: 
| « | <Totes les seves obres respiren un profund i sincer sentiment religiós: el seu misticisme produeix moltes vegades en l'oient viva inefable emoció, posseint a més una rara habilitat per tractar les masses vocals, assolint així notables efectes de sonoritat, i, el que és més notable, fa gala de la més completa llibertat en la disposició de les parts vocals, ignorant de manera voluntària les regles servilment observades pels seus antecessors i coetanis, especialment pels mestres italians.> | » |